# Nina Vodă-Mocreac
Nina Vodă-Mocreac (n. 5 mai 1937, Vadul-Leca, județul Orhei, România, azi în raionul Telenești, Republica Moldova - d. 28 noiembrie 2013, Chișinău) a fost o actriță de teatru și film din Republica Moldova.

## Biografie
A absolvit Școala Teatrală „B.V. Șciukin” din Moscova în 1960. A revenit în același an în RSS Moldovenească, participând la fondarea Teatrului republican pentru copii și tineret „Luceafărul” din Chișinău, unde a lucrat până la pensionarea sa.
A jucat în mai multe spectacole teatrale printre care „Casa Bernardei Alba” de Federico Garcia Lorca (Bernarda Alba), „Copiii și merele” de Constantin Condrea (Veta), „Căsătoria” de Nikolai Gogol (Agafia Tihonovna), „Ippolit și alții” de Euripide (Corifeu), „O tragedie optimistă” de Vsevolod Vișnevski (Femeia bătrână), „Păsările tinereții noastre” de Ion Druță (Artina), „Cazul Malahov” de Valeri Agranovski (Mama), „Pământ” de Ion Podoleanu (Irina), „Duelul” de D. Baiadjiev (Nasi), „De ziua nunții” de Viktor Rozov (Rita) ș.a. A apărut, de asemenea, în câteva filme, interpretând Moartea în Se caută un paznic (1967).
A fost soția poetului și regizorului Gheorghe Vodă și mama interpretului de muzică ușoară Ricu Vodă.
Nina Vodă-Mocreac a murit la 28 noiembrie 2013, la Chișinău, în urma unui atac de cord și a fost înmormântată în Cimitirul Central din Chișinău, alături de soțul ei.

## Distincții
Meritele sale artistice i-au fost recunoscute de conducerea RSS Moldovenești și a Republicii Moldova. Nina Vodă a fost decorată cu Ordinul „Insigna de Onoare” (1976) și cu „Ordinul de Onoare” (2010) pentru „merite deosebite în dezvoltarea artei teatrale, succese remarcabile în activitatea de creație și contribuție substanțială la propagarea valorilor culturale”.
I s-a acordat titlul de Artist Emerit al RSSM și apoi, în 1991, pe cel de „Artistă a poporului” din RSSM.

## Filmografie
- Ultima noapte în rai (1965) - Alexandra
- Se caută un paznic (1967) - Moartea
- Singur în fața dragostei (1969) - Lidia Negrescu
- Trînta (1977) - Axenia, mama lui Trofimaș
- Vârsta de tranziție (1981) - directoarea hotelului
- Lebede într-un iaz (1982)
- Adio, viață de holtei (1989)